# 桃園市政府捷運工程局
桃園市政府捷運工程局（簡稱桃園市捷運局），是中華民國桃園市政府所屬一級機關，負責桃園都會區大眾捷運系統路線的規畫、興建，以及桃園市軌道運輸系統規劃機關。

## 沿革
2015年4月1日，桃園市政府交通局成立「桃園市政府交通局捷運工程處」，桃園市政府交通局軌道建設科業務移撥捷運工程處。
2018年1月10日，桃園市政府市政會議審議通過《桃園市政府組織自治條例》第6條、第16條修正案，預計增設桃園市政府捷運工程局、桃園市政府資訊科技局。；同年2月9日，桃園市議會三讀通過《桃園市政府組織自治條例》第6條、第16條修正案。；3月15日，桃園市政府交通局捷運工程處升格為「桃園市政府捷運工程局」。

## 組織

### 架構
首長
- 局長
  - 副局長
    - 總工程司
    - 主任秘書
    - 專門委員
    - 副總工程司

| 業務單位 - 綜合規劃科 - 工程管理科 - 土木建築科 - 機電工程科 - 土地開發科 - 資財管理科 | 工務所 - 第一工務所 - 第二工務所 - 第三工務所 - 機電工務所 | 事務單位 - 秘書室 - 人事室 - 會計室 - 政風室 |

## 捷運建設
以中央為主導之地方主管機關捷運路線：機場線。此路線由行政院交通部規劃與建設，由中央政府享有經營權。並於完工後，交由桃園市府擔任路線地方主管機關。規劃書中揭露屬於桃園機場聯外捷運系統之獨立系統。
以地方為主導之地方主管機關捷運路線：綠線（本線、延伸中壢段）、棕線。以上各線段，皆在各自時段由桃園市府捷運局擔任地方主管機關，也揭露各線段屬於桃園捷運系統。
協助其他地方機關為地方建設主管機關之捷運路線：三鶯線（延伸八德段）。該線段由桃園市府捷運局擔任地方主管機關，由新北市府規劃並送交規劃書予桃園市府捷運局交至交通部審查，並在規劃書中揭露屬於台北捷運系統。

## 外部連結
- 桃園市政府捷運工程局 （页面存档备份，存于）（繁體中文）